# بارفيكا
بارفيكا (بالروسية: Барвиха) هي مدينة في مقاطعة موسكو أوبلاست في روسيا.